# Hoatzin
Hoatzin (Opisthocomus hoazin) är en fågel med flera unika egenskaper som därför placeras i den egna ordningen hoatzinfåglar (Ophisthocomiformes). Den förekommer i träskområden i Amazonflodens och Orinocos avrinningsområden och längs atlantkusten i Guyana, Surinam och Franska Guyana.

## Utseende, fältkännetecken och anatomi
Hoatzin blir 60–70 cm lång och knappt 1 kg tung. Trots att den har stora breda vingar är den en dålig flygare och förflyttar sig sällan längre sträckor än någon kilometer. Det lilla blåa huvudet med de röda ögonen är prytt med en lång och spretig tofs. Juvenilen har klor på vingarna. Hoatzin är en bullrig art med många hesa läten.

## Systematik

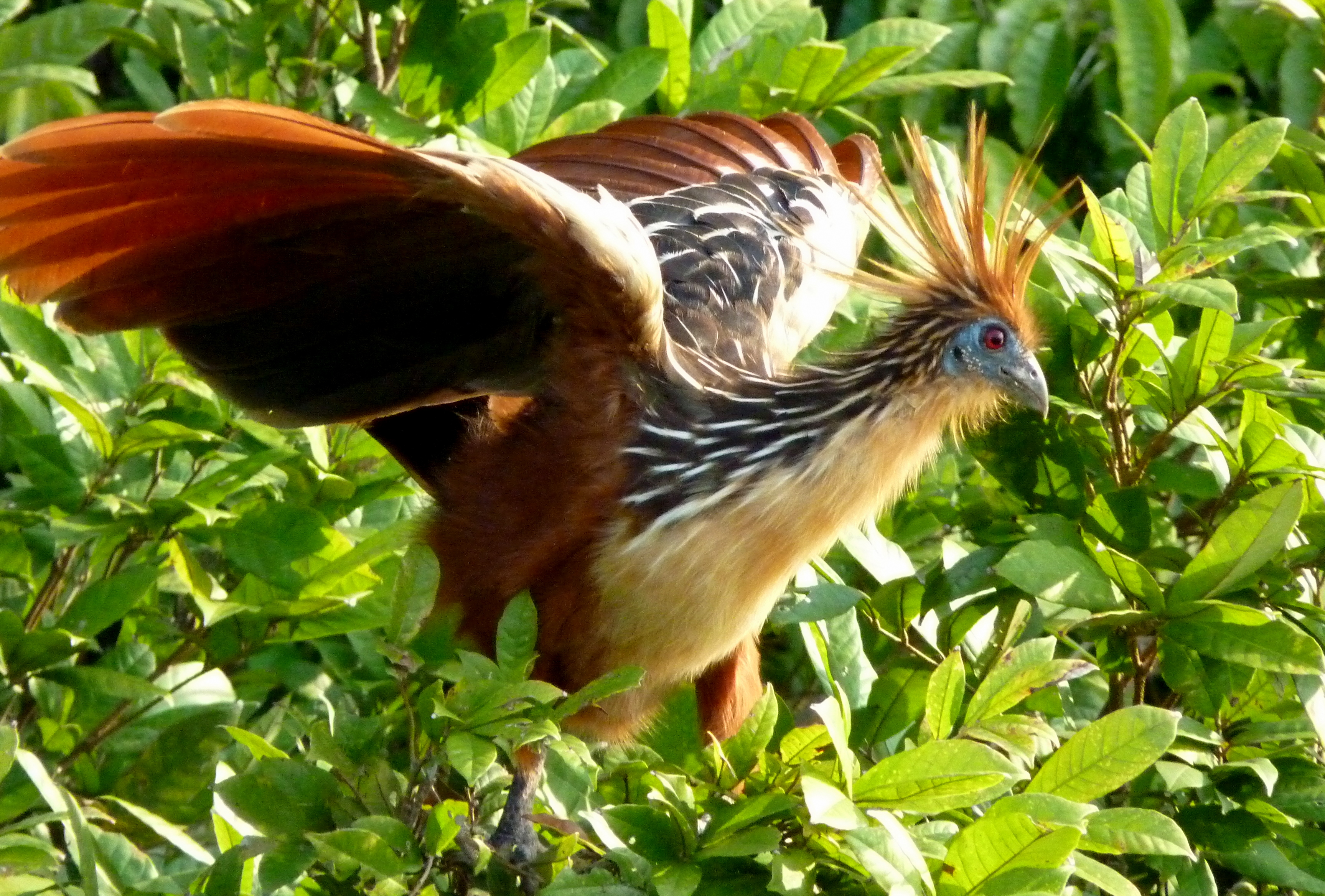
Hoatzin i Peru.

Hoatzins släktförhållanden med andra fågelarter är, och har varit, mycket omtvistade. Sedan den först beskrevs 1776 har den omväxlande förts till hönsfåglarna, gökfåglarna, stubbstjärthönsen, tran- och rallfåglarna, flyghönsen, duvfåglarna och musfåglarna. En stor sentida studie över fåglarnas systematik, Jarvis et al. 2014, lyckades inte på ett tillfredsställande sätt avgöra hoatzins släktförhållande med övriga fåglar. På grund av detta placerar de arten i den egna ordningen Ophisthocomiformes.
Efter flera DNA-studier med motsägelsefulla slutsatser och debatt föreslogs att hoatzin och ett antal andra fåglar grupperades tillsammans i en grupp kallad metaves, tillsammans med duvorna. Gruppen omfattar flera systematiskt problematiska familjer som exempelvis flamingor. Släktskapet inom gruppen är i första hand bevisat genom DNA, men familjerna i gruppen delar vissa avvikande anatomiska drag, som till exempel förekomsten av ett notarium (sammanväxta nackkotor). Även sättet att mata ungar med krävmjölk är en likhet mellan flamingor, duvor och hoatzin. Denna uppdelning motsägs dock helt av Jarvis et al. 2014.

## Ekologi

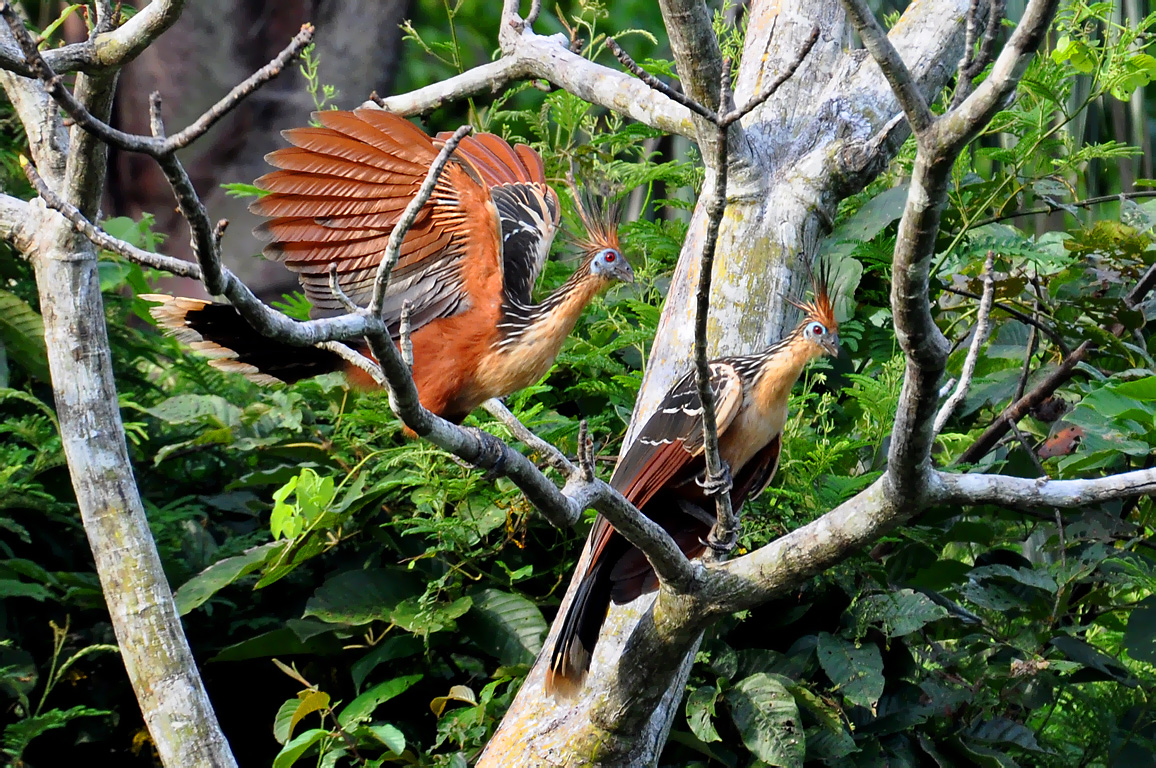
Hoatzin i Brasilien.

Hoatzin lever främst av blad, men äter även mindre mängder med blommor och frukter. Bland fåglarna har hoatzin en unik matsmältningsapparat, som har vissa likheter med idisslarnas. Dess kraftiga kräva fungerar som en muskelmage. Matsmältningen ger fågeln en tydlig lukt, en odör som är så stark att arten tidigare ibland har kallats stinkfågel och den jagas därför inte som föda utom i yttersta nödfall. Matsmältningsapparaten är, efter fåglars mått, så överdimensionerad att den delvis trängt undan bröstmuskeln vilket är en del av förklaringen till hoatzins dåliga flygförmåga.
Boet byggs i ett träd som har ett överhäng över vatten. Den häckar gärna i mindre kolonier och lägger vanligen två ägg som kläcks efter en månad. Ungarna lämnar boet efter ett par veckor och kan då både simma och klättra på trädstammarna med hjälp av sina kloförsedda vingar, men blir flygfärdiga först efter två månader. Juveniler som behöver undkomma rovdjur dyker ner i vatten och klättrar sedan upp med hjälp av de kloförsedda vingarna.

## Status och hot
Arten har ett stort utbredningsområde, men tros minska i antal, dock inte tillräckligt kraftigt för att den ska betraktas som hotad. Internationella naturvårdsunionen IUCN kategoriserar därför arten som livskraftig (LC).

## Namn
Trivialnamnet hoatzin används på en mängd språk för arten, bland annat på engelska, och härstammar ifrån aztekspråket nahuatl där det förekommer en fågel som kallas "huāctzin". I den första officiella namnlistan över världens alla fågelarter som Sveriges ornitologiska förening presenterade i februari 2015 gavs arten detta namn. I en del äldre källor har den kallats stinkfågel eller zigenarfågel; det senare kallades den också i den första remisslistan som Sveriges ornitologiska förenings taxonomikommitté skapade inför det stora arbetet med att namna världens cirka 12 000 fågelarter. I den slutgiltiga listan hade ungefär 4 000 av dessa trivialnamn förändrats, däribland zigenarfågel vilket inte bedömdes som ett lämpligt namn för arten eftersom det anses kränkande och inte heller stämmer överens med de övriga namngivningsprinciper som kommittén skapat.

## I kulturen
Hoatzin är Guyanas nationalfågel.